# Miopanesthia mjoebergi
Miopanesthia mjoebergi är en kackerlacksart som beskrevs av Roth, L. M. 1979. Miopanesthia mjoebergi ingår i släktet Miopanesthia och familjen jättekackerlackor. Inga underarter finns listade i Catalogue of Life.